# مارك شولمان (مؤلف)
مارك شولمان (بالإنجليزية: Mark Shulman)‏ (1962)؛ كاتِب مُتخصِّص في أدب الأطفال وروائي أمريكي.